# John Larsen
John Harry Larsen (27 agosto 1913 – Oslo, 5 agosto 1989) è stato un tiratore a segno norvegese.

## Palmarès

### Olimpiadi
- 1 medaglia:
  - 1 oro (Helsinki 1952 nei 100 metri bersaglio mobile)